# Münchhausen Fantáziaországban
A Münchhausen Fantáziaországban Rajnai András rendezésében 1978-ban bemutatott magyar tévéjáték. A Magyar Televízió IV. Stúdiójában 1976-ban bluebox technika felhasználásával forgatták.

## Történet
|  | Alább a cselekmény részletei következnek! |

Egy cenzor selejtezi, betiltja a könyveket. Szerinte Dante Pokla: nem reális, Jonathan Swift: Gulliver utazása Lilliputban: ötlettelen, a Gilgames-eposz: logikátlan, az Ezeregyéjszaka legszebb meséi: gyerekes történetek. Ekkor megjelenik Münchhausen báró, aki bemutatná a  fantasztikus kalandjairól írt históriáinak kéziratát. Szerinte, ha kiadják a művét, akkor világra szóló könyvsiker lesz. A cinikus tisztviselő a valóságot, a realitást bemutató műveket támogatja, elsőre elutasítja a báró kérését, de aztán meggondolja magát, és azt javasolja: hogy Münchhausen utazzon el újra Fantáziaországba, és ha újra hisz a mesékben: kiadja a regényét.
Az ágyúgolyón utazó hős először a Boszorkánnyal és a Tündérrel találkozik, majd a Bikaisten panaszait hallgatja meg. Hibásak a mesék, pusztulóban vannak, néha szinte haldokolnak, és nincs senki, aki segíteni tudna rajtuk. Münchhausen útnak indul, és Thészeuszként legyőzi a Minótauroszt, de nem talál ki a labirintusból, mert a párkák a gombolyag fonalából kabátkát kötnek. Ikarosz szerepében sem jár jobban, mert Daidalosz fiaként ugyan elmenekül Krétáról, ám a szárnyaiból kilopott ragasztó miatt (és nem a maga hibájából) lezuhan. A kudarcok miatt bűnhődnie kell, de a bárót a pokolban is meglepetés várja. Kirké szigetén nem bír a varázslónő bűbájával, a mostani Odüsszeusz kudarcot vall. A trójai faló mondája sem úgy alakul, ahogyan az eredeti mítoszban történt. A hóhérral való találkozása után csalódottan indul vissza a valóságba.
|  | Itt a vége a cselekmény részletezésének! |

## Szereplők
- Bodrogi Gyula – Münchhausen báró
- Inke László – Bikaisten
- Káldi Nóra – Tündér
- Béres Ilona – Bagolyistennő
- Sáfár Anikó – Boszorkány
- Bánffy György – Daedalosz
- Bujtor István – Katona
- Velenczey István – Hóhér
- Bakó Márta – Párka
- Szilágyi Zsuzsa – Párka
- Turóczi Zsuzsa – Párka
- Harmath Andrea – Boszorkánytanonc

Közreműködnek az Magyar Állami Operaház táncosai. Koreográfus: Péter László.